# 溴化砹
一溴化砹是一种互卤化物，化学式为AtBr。

## 制作方法
一溴化砹是由砹和一溴化碘水溶液的反应生成：
2 At + 2 IBr → 2 AtBr + I2
或者由砹和溴直接化合得到。